# Aasiaat Radio
Aasiaat Radio er kystradiostationen i Grønland med i alt 30 VHF-sendere og -modtagere. Anlæggene er tiltænkt at dække fra de yderste øer og ud over havet.
Aasiaat Radio kan kaldes på både arbejdskanaler og kanal 16. 
Endvidere har Aasiaat Radio også mellembølgeanlæg stående, som sørger for et GMDSS A2-havområde ved Grønland. Rækkevidden på mellembølge er normalt op til 3-500 sømil.

## Kanalliste

### MF kanaler
| Frekvens    | Position              |
| ----------- | --------------------- |
| 3276 / 2310 | Upernavik             |
| 3280 / 1665 | Uummannaq             |
| 2304 / 1995 | Qeqertarsuaq          |
| 3125 / 1868 | Sisimiut              |
| 2400 / 1895 | Maniitsoq             |
| 2116 / 1933 | Nuuk                  |
| 2225 / 1638 | Paamiut               |
| 2129 / 2630 | Qaqortoq              |
| 2265 / 2090 | Prins Christians Sund |
| 2250 / 2090 | Tasiilaq              |

### VHF kanaler

#### VHF Østkyst
| Kanal | Position      | Kanal | Position    | Kanal | Position        |
| 25    | Pingels Fjeld | 26    | Sermiligaaq | 27    | Kap Tycho Brahe |
| ----- | ------------- | ----- | ----------- | ----- | --------------- |

#### VHF Vestkyst
| Kanal | Position     | Kanal | Position       | Kanal | Position        |
| 01    | Ikerasassuaq | 28    | Kangaarsuk     | 25    | Ilulissat       |
| 03    | Top 775      | 03    | Qingaaq        | 24    | Pingo           |
| 04    | Nanortalik   | 26    | Telegrafø      | 02    | Niaqornaq       |
| 28    | Tretopfjeld  | 25    | Maniitsoq      | 03    | Uummannaq       |
| 25    | Qaqortoq     | 24    | Kangaamiut     | 63    | UVIQ            |
| 24    | Narsaq       | 26    | Dye 1          | 04    | Sandersons Hope |
| 23    | Narsarsuaq   | 01    | Sisimiut       | 60    | TINU            |
| ----- | ------------ | ----- | -------------- | ----- | --------------- |
| 26    | Simiutaq     | 28    | Rifkol         |       |                 |
| 27    | Arsuk Ø      | 27    | Aasiaat        |       |                 |
| 23    | Paamiut      | 23    | Lyngmarksfjeld |       |                 |

## Services

### Trafiklister
Trafiklister udsendes på tiderne 0235, 0535, 0835, 1135, 1435, 1735, 2035, 2335 UTC, der sendes på alle arbejdsfrekvenser og -kanaler.
Med trafiklisterne følger altid navigationsadvarsler og servicemeldinger, som ligger til udsendelse.

### Vejret
Aasiaat Radio udsender klokken 0605, 1005, 1505 og 2005 storm-, kuling- og overisningsvarsler til skibsfarten. Varslerne annonceres lige efter tavshedsperioden på 2182 kHz og kanal 16, og sendes derpå på alle arbejdsfrekvenser og -kanaler samtidig. Bemærk, at varsler gælder i 18 timer fra tidspunktet for udstedelse. Hvis der ikke er modtaget nye varsler udsendes på arbejdskanalerne, at der ikke er modtaget nye varsler. 
Varsler der modtages til udsendelse udenfor de ovenstående tidspunkter, udsendes efter forudgående annoncering på MF DSC 2187,5 kHz, 2182 kHz og VHF kanal 16, på alle arbejdsfrekvenser og -kanaler. Sådanne varsler, gentages ved udløbet af den tavshedsperiode, som ligger tidsmæssigt mere end 30 minutter efter første udsendelse. 
Varsler udgives af DMI, og refererer til havområder ved kysten af Grønland. 
Varsler om piteraq ved Tasiilaq udsendes både sammen med de øvrige varsler; men også sammen med trafiklister.

## NAVTEX

### NAVTEX stationer i Grønland
| Position   |   | Udsendelsestider UTC               |
| Telegraf Ø | W | 0340, 0740, 1140, 1540, 1940, 2340 |
| Upernavik  | I | 0120, 0520, 0920, 1320, 1720, 2120 |
| Simiutaq   | M | 0200, 0600, 1000, 1400, 1800, 2200 |
| ---------- | - | ---------------------------------- |

### NAVTEX stationer i omliggende farvande
| Position  |   | Udsendelsestider UTC               |
| Bodø      | A | 0000, 0400, 0800, 1200, 1600, 2000 |
| Eqaluit   | T | 0310, 0710, 1110, 1510, 1910, 2310 |
| Labrador  | X | 0350, 0750, 1150, 1550, 1950, 2350 |
| Saudanes  | R | 0250, 0650, 1050, 1450, 1850, 2250 |
| Grindavik | X | 0350, 0750, 1150, 1550, 1950, 2350 |
| --------- | - | ---------------------------------- |